# Germano Borovicz Cardoso Schweger
Germano Borovicz Cardoso Schweger (født 21. marts 1981) er en tidligere brasiliansk fodboldspiller.